# Carlos Egúsquiza Amez
Carlos Egúsquiza Amez (Chacas, Ancash, 25 de diciembre de 1941 - Púcuta, Huancavelica, 27 de junio de 1965). Fue un policía peruano, Guardia de la Guardia Civil del Perú. Declararado Mártir Institucional y ascendido póstumamente a Cabo GC.

## Biografía
Nació en 1941, en el pueblo ancashino de Chacas. Fue el mayor de cinco hermanos, hijos de don Florencio Egúsquiza Arana y Abigail Amez Córdova, miembros de importantes familias chacasinas. Descendía de Francisco de Amez y Amezcaray, militar y funcionario vasco destacado a Chacas en 1812, quien fue capitán de infantería y gobernador de la Provincia de Conchucos. También fue pariente de Fernando Rincón Jaramillo quien fuera director general de la Guardia Civil entre 1949 y 1959.
Realizó sus estudios primarios en la escuela de varones N° 346 de Chacas y continuó la secundaria en la ciudad de Huaraz.

### Guardia Civil del Perú
En 1958 ingresó a la Escuela de Guardias de la Guardia Civil de la Escuela Nacional de Policía (Centro de Instrucción de la Guardia Civil y Policía del Perú desde 1960) como Guardia–Alumno.
Al egresar, prestó servicios en diversos lugares del departamento de Ancash, entre ellos la ciudad de Huaraz. Trasladado a Lima, fue asignado a la Unidad de Servicios Especiales de la Guardia Civil, habiéndolo seleccionado el comando de la 10-CGC-Huancavelica como uno de los integrantes de la patrulla que comandaba el Mayor GC Horacio Patiño Cruzatti y que combatiría en la Sierra Central al Movimiento de Izquierda Revolucionaria (MIR), una organización de orientación fidelista dirigida por Luis de la Puente Uceda.

#### La emboscada de Púcuta
El 27 de junio de 1965, la patrulla integrada por efectivos de la Guardia Civil y del Servicio de Sanidad de Gobierno y Policía, emprende la marcha en condiciones desfavorables, desplazándose por el desfiladero montañoso Lima-Lima del paraje llamado Yahuarina, en dicho lugar las partes altas de los cerros estaban dominadas por insurgentes que pertenecían al Movimiento de Izquierda Revolucionaria (MIR), quienes eran conocedores del lugar, estaban fuertemente armados y superaban en número a los efectivos de la patrulla, la cual fue atacada sorpresivamente a las 15.30 horas, habiendo sido diezmados varios de sus integrantes, entre ellos el Guardia Egúsquiza.
Los restos mortales del Guardia Egúsquiza, y de los miembros de su patrulla entre los que se encontraba el Mayor GC Horacio Patiño Cruzatti, fueron llevados a Lima y velados en el Patio de Honor de la Escuela de Oficiales del Centro de Instrucción de la Guardia Civil y Policía, luego, en la mañana del 7 de julio de 1965, fueron trasladados al Cementerio “El Ángel” de Lima, siendo sepultados en el Cuartel "San Carlos" de dicho camposanto, habiendo recibido honores militares por parte de un batallón (-), compuesto de dos compañías de tres secciones cada una, con Bandera de Guerra, de Guardias-Alumnos de la Escuela de Guardias del Centro de Instrucción de la Guardia Civil y Policía, la cual estaba alineada a lo largo de la 7.ª cuadra de la Avenida Sebastián Lorente, mientras la Banda de Música del C.I.G.C. tocaba la tradicional marcha militar fúnebre “General Canevaro”.

### Distinciones y homenajes
- Mártir de la Guardia Civil: recibió ascenso póstumo al grado inmediato superior (Cabo GC) y su nombre fue inscrito en una de las placas de mármol, donde figuran los nombres de los Héroes y Mártires de la Guardia Civil en el Patio de Honor del antiguo Centro de Instrucción de la Guardia Civil, en reconocimiento a su acción distinguida y heroica en el enfrentamiento ocurrido en Púcuta.

- Calle Carlos Egúsquiza Ames, San Luis, Lima.

- Jr. Carlos Egúsquiza Amez, San Martín de Porres, Lima.